# Prątnik (roślina)
Prątnik (Bryum  Hedw.) – rodzaj mchów z rodziny prątnikowatych (Bryaceae Schwägr.). 

## Systematyka
Rodzaj Bryum Hedw. należy do rodziny Bryaceae Schwägr., rzędu Bryales Limpr., nadrzędu Bryanae (Engl.) Goffinet & W. R. Buck, podklasy Bryidae Engl., klasy Bryopsida Rothm.
„The Plant List” wymienia w rodzaju Bryum 1803 nazwy w randze gatunku, z których 903 stanowi zaakceptowane nazwy gatunków, a 723 to uznane synonimy.
W skład rodzaju wchodzą gatunki (wybór):
| - Bryum abyssinicum Bruch & Schimp. ex Müll. Hal. - Bryum acanthoneuron Ångström - Bryum aciculare (Hedw.) Jolycl. - Bryum acuminatissimum (Müll. Hal.) Broth. - Bryum acutifolium (Thér.) Arts - Bryum acutum (Hedw.) Huds. ex With. - Bryum aequabile Müll. Hal. - Bryum aestivum (Hedw.) With. - Bryum afrocalophyllum P. de la Varde - Bryum afrocrudum Müll. Hal. - Bryum afrolitorale Müll. Hal. - Bryum albulum Mitt. - Bryum alexandri H. Philib. - Bryum alpiniforme Kindb. - Bryum alpinum Huds. ex With. - Bryum altaicum Broth. - Bryum altisetum Müll. Hal. - Bryum altolimbatum (Hampe) Mitt. - Bryum amblyacis Müll. Hal. - Bryum amblyphyllum H. Philib. - Bryum amblystegium Ryan - Bryum amentirameum Dixon - Bryum andinoroseum Müll. Hal. - Bryum andrei Cardot & P. de la Varde - Bryum angustifolium Brid. - Bryum anoectangiaceum Müll. Hal. & Kindb. - Bryum anomodon Mont. - Bryum antisanense E.B. Bartram | - Bryum apalodictyoides Müll. Hal. - Bryum apocarpum (Hedw.) With. - Bryum appressum Renauld & Cardot - Bryum aptychoides Müll. Hal. - Bryum arachnoideum Müll. Hal. - Bryum archangelicum Bruch & Schimp. - Bryum arcticum (R. Br.) Bruch & Schimp. - Bryum arctogaeum I. Hagen - Bryum arduum I. Hagen - Bryum areoblastum Müll. Hal. - Bryum argentatum Müll. Hal. - Bryum argenteum Hedw. – prątnik srebrzysty - Bryum argentisetum Müll. Hal. - Bryum argyroglyphodon H. Philib. - Bryum ateleostomum H. Philib. ex Cardot & Thér. - Bryum atenense R.S. Williams - Bryum atropurpureum (Wahlenb.) Wahlenb. - Bryum atrothecium Müll. Hal. - Bryum atrovirens Brid. - Bryum aubertii (Schwägr.) Brid. - Bryum auratum Mitt. - Bryum auricomum Besch. - Bryum australe Hampe - Bryum austroelongatum Müll. Hal. - Bryum austropolymorphum Müll. Hal. - Bryum austroturbinatum Müll. Hal. - Bryum axillare H. Philib. |  |
| - Bryum badhwarii Ochi - Bryum baeuerlenii Müll. Hal. - Bryum baldwinii Broth. - Bryum barbatum Curtis ex With. - Bryum bartramioides Hook. - Bryum baurii J.J. Amann - Bryum bernense I. Hagen - Bryum bessonii Renauld & Cardot - Bryum beyrichianum (Hornsch.) Müll. Hal. - Bryum bigibbosum Besch. - Bryum billarderi Schwägr. - Bryum billetii Besch. - Bryum bimoideum De Not. - Bryum blandum Hook. f. & Wilson - Bryum blindii Bruch & Schimp. - Bryum borellii Broth. - Bryum boreum I. Hagen - Bryum borgenianum (Hampe) Müll. Hal. - Bryum bornholmense Wink. & R. Ruthe - Bryum bornmuelleri R. Ruthe ex I. Hagen - Bryum botterii C. Mohr ex Müll. Hal. | - Bryum bourgeanum Cardot - Bryum brachycladulum Müll. Hal. - Bryum brachydontium Hampe - Bryum brachymenioides (Dixon & P. de la Varde) Ochi - Bryum brachymeniopsis Müll. Hal. - Bryum brachyneuron Kindb. - Bryum brasiliense Hampe - Bryum brevicoma Hampe - Bryum brevifolium Dicks. ex With. - Bryum breviramulosum (Hampe) Mitt. - Bryum bridelianum Müll. Hal. - Bryum brotherianum Demaret - Bryum brownianum Dicks. - Bryum bryhnii I. Hagen - Bryum buchense Osterwald & Warnst. - Bryum bulbiferum Mathieu - Bryum bulbigerum M. Fleisch. - Bryum bulbillicaule Müll. Hal. - Bryum bullatum Müll. Hal. - Bryum bullosum Müll. Hal. ex Broth. |  |
| - Bryum cadetii Bizot & Onr. - Bryum caespiticium Hedw. – prątnik darniowy - Bryum caespitosum (Hoppe & Hornsch.) Brid. - Bryum calcareum (Hedw.) With. - Bryum calcicola Arnell - Bryum californicum Sull. - Bryum callicarpum J.J. Amann - Bryum callistomum Dicks. ex With. - Bryum calobryoides J.R. Spence - Bryum calophyllum R. Br. - Bryum calopyxis Müll. Hal. - Bryum campoanum Thér. - Bryum camptoneurum Cardot & Thér. - Bryum campylocarpum Limpr. - Bryum campylopodioides Müll. Hal. - Bryum campylothecium Taylor - Bryum camurum I. Hagen - Bryum canaliculatum (Müll. Hal. & Kindb.) Müll. Hal. - Bryum canariense Brid. - Bryum capillaceum (Hedw.) With. - Bryum capillatum Vill. ex Brid. - Bryum capitellatum Müll. Hal. & Kindb. - Bryum capitulatum Mitt. - Bryum capituliforme Warnst. - Bryum carbonicola Müll. Hal. - Bryum carinthiacum (Bruch & Schimp.) Kindb. - Bryum carthusianum Vill. ex Brid. - Bryum castaneum I. Hagen - Bryum caucasicum (Schimp. ex Broth.) C. J. Cox & Hedd. - Bryum cellulare Hook. - Bryum celsii (Hedw.) With. - Bryum cephalozioides Cardot - Bryum cerviculatum (Hedw.) Dicks. ex With. - Bryum challaense Broth. - Bryum chorizodontum Cardot & Broth. - Bryum chryseum Mitt. - Bryum chrysoneuron Müll. Hal. - Bryum ciliatum (Hedw.) Dicks. - Bryum cirratum (Hedw.) With. - Bryum cirrhiferum (De Not.) De Not. - Bryum clavatum (Schimp.) Müll. Hal. - Bryum clavicaule Müll. Hal. - Bryum clintonii Austin - Bryum cochlearifolium (Brid.) Hartm. | - Bryum coelophyllum D.C. Eaton - Bryum cognatum Mitt. - Bryum colombi Meyl. - Bryum coloradense Kindb. - Bryum columbicum (Kindb.) Kindb. - Bryum combae De Not. - Bryum comense Schimp. - Bryum commersonii (Schwägr.) Brid. - Bryum commutatum Müll. Hal. - Bryum compressidens Müll. Hal. - Bryum compressulum Müll. Hal. - Bryum conditum R.S. Williams - Bryum confertum Limpr. - Bryum congestiflorum H. Philib. - Bryum conicum Hornsch. - Bryum conoideo-operculatum Warnst. - Bryum conoideum Dicks. - Bryum consimile Mitt. - Bryum controversum (Hedw.) P. Beauv. - Bryum convolutaceum Müll. Hal. - Bryum convolutum (Hedw.) Dicks. ex With. - Bryum coronatum Schwägr. - Bryum courtoisii Broth. & Paris - Bryum crassidens (Lindb.) Kindb. - Bryum crassimucronatum H. Philib. - Bryum crassinervum (Herzog) A.J. Shaw - Bryum crassum Hook. f. & Wilson - Bryum creberrimum Taylor - Bryum cremocarpum Lazarenko - Bryum cristatum Müll. Hal. - Bryum crozetense Kaal. - Bryum crudoides Sull. & Lesq. - Bryum crudum (Hedw.) Turner - Bryum cryophilum Mårtensson - Bryum cubitale Dicks. ex With. - Bryum culmannii Limpr. - Bryum curranii (Broth.) Ochi - Bryum cuspidatum (Hedw.) Crome - Bryum cyathiphyllum Dixon & Herzog - Bryum cyclophyllum (Schwägr.) Bruch & Schimp. - Bryum cygnicollum Müll. Hal. - Bryum cylindricoarcuatum H. Philib. ex Cardot & Thér. - Bryum cylindrothecium R. Br. bis |  |
| - Bryum lanatum (P. Beauv.) Brid. - Bryum microcapillare Müll. Hal. - Bryum neodamense Itzigs. – prątnik brandenburski - Bryum oblongum Lindb. - Bryum subneodamense Kindb. – prątnik jajowaty - Bryum veronense De Not. - Bryum weigelii Spreng. – prątnik zbiegający | |  |

## Ochrona
Od 2004 r. gatunki prątnik brandenburski i prątnik jajowaty są w Polsce objęte ochroną ścisłą, zaś gatunek prątnik zbiegający w latach 2004–2014 podlegał ochronie ścisłej, a od 2014 r. objęty jest ochroną częściową.